# 8963 Коллуріо
8963 Коллуріо (8963 Collurio) — астероїд головного поясу, відкритий 24 вересня 1960 року.
Тіссеранів параметр щодо Юпітера — 3,181.